# Lac de Nisramont
Le lac de Nisramont est un lac situé près du village belge de Nisramont (commune de La Roche-en-Ardenne) en province de Luxembourg sur la rivière Ourthe. Le lac est le lieu de confluence entre l'Ourthe occidentale et l'Ourthe orientale au site d'Engreux. Ces trois Ourthe occupent chacune une superficie équivalente au sein du lac. 
Sa superficie est de 47 ha. Le lac retient 3 millions de m3 d'eau. Le barrage de Nisramont, construit dans les années 1950, fait 116 mètres de long et est haut de 16 mètres. Il possède des échelles à poissons  et une centrale hydro-électrique. La pêche et le canotage sont possibles.